# 228
228 (CCXXVIII) je bilo prestopno leto, ki se je po julijanskem koledarju začelo na torek.

## Smrti
- Vologas VI., zadnji veliki kralj Partskega cesarstva (* 181)